# Venansault

Venansault este o comună în departamentul Vendée, Franța. În 2009 avea o populație de 4,331 de locuitori.